# Zemljopis Češke
Češka Republika je granična zemlja između germanskoga područja i središnje istočne Europe i nema izlaza na more. S povijesnog i zemljopisnog stajališta podijeljena je u dvije regije: Češku i Moravsku s Češkom Šleskom.

## Češka
Na zapadu zemlje nalazi se Češka zavala, visoravan u obliku romba koji okružuju četiri ulančana gorja: Krkonoše u regiji Sudeti na sjeveroistoku, Rudna gora na sjeverozapadu, Češka šuma na jugozapadu i Češko-moravsko visočje na jugoistoku.

## Moravska
Moravska se zavala nalazi u istočnom dijelu Češke Republike, a zauzima plodnu ravnicu kroz koju protječe Morava; iz ravnice se uzdiže dvanaest brežuljaka. Na sjeveru je ograđena lancem Istočnih Sudeta, a na istoku Bijelim Karpatima na granici sa Slovačkom.

## Rijeke
Vltava izvire u Češkoj šumi i teče cijelom Češkom, prolazi kroz Prag i ulijeva se u Labu koja protječe kroz Češku dijelom svoga gornjeg toka. Morava teče Moravskom zavalom i dijeli ulančana gorja Sudete od Karpata, prelazi na slovački teritorij i ulijeva se u Dunav.

## Klima i vegetacija
Klima je kontinentalnoga tipa s hladnim zimama i velikim termičkim skokovima. Planine su obrasle crnogoricom i bjelogoricom do najviših vrhova, dok se na obroncima uzgajaju poljoprivredne kulture. U istočnom dijelu Moravske, gdje su padavine oskudnije, pojavljuju se stepska područja. Valja napomenuti da su velika šumska područja zemlje ozbiljno ugrožena onečišćenjem i kiselim kišama.